# Orde van het Indische Keizerrijk

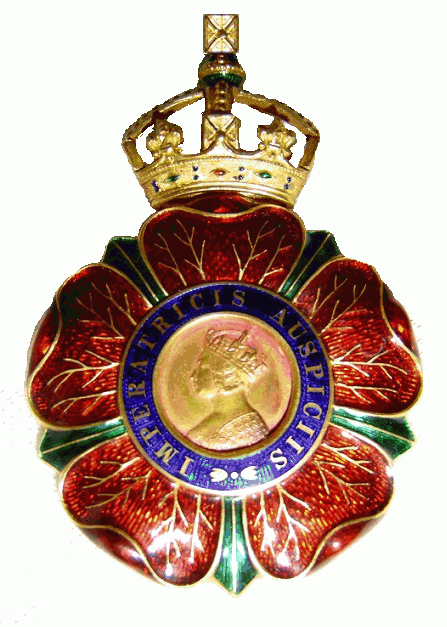
Het geëmailleerde kleinood van de orde

De Meest Eminente Orde van het Indische Keizerrijk (Engels: The Most Eminent Order of the Indian Empire) is een koloniale ridderorde die door koningin Victoria op 31 december 1877 ten behoeve van haar Indische Keizerrijk werd ingesteld. In eerste instantie kende de orde een grootmeester en als leden een onbeperkt aantal leden (Companions). De Orde kende na een hervorming die op 15 februari 1887 werd gepubliceerd behalve de soeverein en de grootmeester drie graden:
1. Ridder-grootcommandeur (Engels: Knight Grand Commander)
2. Ridder-commandeur, sinds 1887 (Engels: Knight Commander)
3. Lid, sinds 1887 (Engels: Companion)

In 1887 werd ook vastgelegd dat in de toekomst steeds naar de orde zou worden verwezen als The Most Eminent Order. Een dergelijke aanduiding is bij de hogere Britse ridderorden gebruikelijk. De tweede klasse mocht, zo stelde het Koninklijk Besluit, niet meer dan vijftig leden omvatten.
De leden voerden afhankelijk van hun graad de letters "GCIE", "KCIE" en "CIE" achter hun naam.
Sinds 1947 zijn er geen leden meer benoemd. Koningin Elizabeth als soevereine en de maharadja van Dhrangadhra, een in 1923 geboren ridder-commandeur, waren in 2010 de enige nog levende leden. De maharadja van Dhrangadhra (1923-2010)  stierf op 1 augustus 2010 in Dhrangadhra. Sindsdien wordt de Orde van het Indische Keizerrijk "slapende" genoemd. De Engelsen noemen hem "dorment".
Het motto van de Orde is "Imperatricis auspiciis" (Latijn voor: "Onder leiding van de keizerin"). De Indische onderkoning was "ex officio" grootmeester en grootcommandeur van deze Orde.
In de hiërarchie van de Britse Orden volgde de Orde van het Indische Keizerrijk op de Orde van de Ster van Indië en was daarmee de zesde Orde. Deze Britse koloniale ridderorde, werd veel minder vaak verleend.

## Geschiedenis

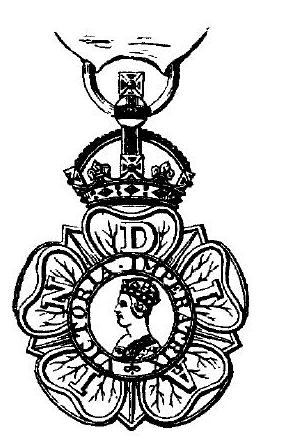
Het eerste kleinood van de Orde met de letters "INDIA" op de rood geëmailleerde bloemen

De Orde was in eerste instantie bedoeld om Brits en Indische officieren te kunnen decoreren voor verdienste. De Orde die bij de instelling een enkele graad bezat werd in 1877 uitgebreid tot drie graden. De Orde was niet bijzonder exclusief. Er werden ieder jaar veel benoemingen gedaan. De orde ging ook een rol spelen in het diplomatieke verkeer. In Azië en Arabië werden minder machtige maar toch onafhankelijke potentaten in de Orde van het Indische Keizerrijk opgenomen.
Na 1947 werden er geen nieuwe leden meer benoemd. India was een dominion geworden en de nieuwe Indiase regering wenste geen gebruik te maken van de orden van de Britse raj.
In de vorm en nomenclatuur van de Orde werd het kruis zorgvuldig vermeden. Men wilde de hindoeïstische en islamitische prinsen niet bruuskeren. Er zijn daarom geen grootkruisen en de kleinoden kregen de vorm van bloemen.
Bestuursambtenaren konden na 30 jaar dienst in de Orde worden opgenomen maar Britse prinsen, onderkoningen en de Indische prinsen konden waren van deze eis vrijgesteld.
De machtigste Indische vazallen zoals de nizams en maharadja's werden vrijwel altijd in de Orde van de Ster van Indië benoemd. Voor de honderden kleinere vorsten was deze onderscheiding een bijzondere eer. Rudyard Kipling schreef een komisch gedicht over een prins die in zijn achterlijke rijkje grote hervormingen in bestuur en gezondheidszorg doorvoerde in de hoop een "GCSI" te verwerven en na te zijn teleurgesteld met een benoeming in de Orde van het Indische Rijk zijn hervormingen weer ongedaan maakte en alles weer liet verslonzen.
Dames, andere dan Indische prinsessen, werden niet in de Orde opgenomen en de laatsten werden dan merkwaardig genoeg "ridders" en geen "dames" in de Orde.
Het aantal leden van de orde was in iedere graad beperkt. Nakomelingen van George I, voor zover zij Princes of the Blood Royal waren werden als Extra Knight Grand Commanders niet meegerekend in deze totalen.
Op 21 juni 1887 bevestigde een Koninklijk Besluit dat de orde "Meest Eminent" was. De vorstin legde daarnaast vast dat er in het vervolg drie graden zouden zijn. De koningin en keizerin bepaalde ook dat zij en haar opvolgers naar welgevallen Extra Members en Honorary Members zouden mogen benoemen.
De gouverneur-generaal werd nu principal Knight Grand Commander van de Orde van het Indische Keizerrijk.
Ook het aantal leden werd in dit Koninklijk Besluit opnieuw vastgesteld, er mochten vijfentwintig Knights Grand Commander zijn en het aantal Knights Commander bleef op vijftig gehandhaafd. Aan het aantal leden in de derde en laagste klasse, die van de LCompanions werden geen grenzen gesteld.

## Insignia en kleding
De grote Britse ridderorden hebben allen een eigen ordekleding. Deze archaïsche kostuums en mantels worden en werden gedragen door de leden van de hoogste graad in een ridderorde. Koningin Victoria en haar staatssecretaris voor India hebben voor de Orde van het Indische Keizerrijk geen uitzondering willen maken.
De ordekleding van de grootcommandeurs in deze orde was een donkerblauwe satijnen mantel gevoerd met witte zijde. De daarop gedragen keten met afwisselend gouden olifanten, rozen en pauwen was van goud. Er was, anders dan bij bijvoorbeeld de Orde van het Bad, geen onderkleding voorgeschreven, deze werd in het Verenigd Koninkrijk inmiddels alleen nog gedragen bij zeer plechtige gelegenheden zoals een kroning of investituur. In India zou de gebruikelijke onderkleding met lange kousen en een satijnen pofbroek naar barokke Europese snit onpraktisch en misplaatst zijn geweest. De Europese kleding was ook minder geschikt omdat de Indische vorsten onder hun mantels traditionele Indische kleding droegen.
De keten werd op de schouders van de mantel vastgemaakt met twee witte satijnen strikken. De mantel sloot met een passement in de vorm van een koord waaraan twee gouden kwasten hingen. Deze kwasten waren veel kleiner dan die van de ordekleding van de Orde van de Ster van India. Op de linkerzijde van de mantel werd een grote in gouddraad en zilverdraad geborduurde ster van een grootcommandeur aangebracht.
De Indische grootcommandeurs in de Orde van het Indische Keizerrijk hebben zich vaak met de mantel of alleen de versierselen laten schilderen en fotograferen.
De grootcommandeurs droegen ook een tienpuntige ster met afwisselend zilveren en gouden stralen en een gouden juweel aan een donkerblauw lint over de rechterschouder.
De ridders-commandeurs droegen geen keten maar een zilveren ster en een zilveren juweel aan een lint om de hals.
De grootcommandeurs en ridders-commandeurs werden in de Britse adelstand verheven en mochten zich Sir of Lady noemen. Grootcommandeurs mochten ook schildhouders aan hun wapen toevoegen. De ridders-commandeurs en de leden mochten een circlet of band met het motto en een juweel van de Orde in hun wapen opnemen.

## De drie graden en hun versierselen
Toen de Orde van het Indische Keizerrijk werd ingesteld volgde de Britse regering het model van de oudere, oorspronkelijk eveneens voor dienst in het buitenland ingestelde, Orde van Sint-Michaël en Sint-George. Ook deze orde bezat drie graden. Ieder van deze graden gaf een maatschappelijke positie in de vorm van een plaats op de protocollaire voorranglijst van het Britse hof. De Leden (Companions) behoorden tot een maatschappelijke klasse die de Companionage wordt genoemd en die in de Britse adelsalmanak, Debretts, apart wordt opgenomen. Ook de echtgenotes en weduwen van een Lid verwierven een maatschappelijke positie. Het instellingsbesluit noemt nadrukkelijk dat de "leden" oftewel Members in drie verschillende graden deel uitmaken van de orde.
De Britse regering heeft in 1886 en 1888 aanvullingen op het statuut van de Orde van het Indische Keizerrijk vastgesteld. Deze werden als Koninklijke Besluiten van de Britse monarch, koningin Victoria gepubliceerd in de London Gazette. In deze staatscourant werden ook de benoemingen in de orde gepubliceerd.
Op 15 februari 1887 maakte het India Office bekend dat de koningin had besloten dat er meer benoemingen moesten worden gedaan en dat er daarom een extra graad, die van ridder-commandeur (Knight Commander) zal worden ingesteld. Er mochten maximaal vijftig van deze Knights Commanders worden benoemd. De koningin bepaalde ook dat zij en haar opvolgers op de Britse en Indische troon soevereinen van de orde zouden zijn. De gouverneur-generaal van India zou grootmeester en daarmee eerste en eerstaanwezend ridde-commandeur (First and Principal Knight Commander) van de Orde zijn.

## Ridder-grootcommandeur
De op 1 juni 1887 onder het Grote Zegel van het Verenigd Koninkrijk ingestelde rang van ridder-grootcommandeur (Engels: Knight Grand Commander) kreeg deze naam in plaats van het gebruikelijke grootkruis om de gevoelens van de niet-christelijke onderdanen van de Britse kroon in India te ontzien. Het Besluit waarmee de graad was ingesteld werd op 21 juni 1887 in de London Gazette gepubliceerd. Er zouden vijfentwintig ridders-grootcommandeurs mogen zijn al behield de koningin en keizerin zich het recht voor om honoraire en extra-leden in deze graad te benoemen. Afstammelingen van George I die ook prinsen van koninklijken bloede waren mochten, zo stelde het besluit surnumerair als Extra Knights Grand Commanders worden benoemd. Koningin Victoria volgde daarmee het voorbeeld van de Orde van de Kousenband waarbij dezelfde regel geldt voor afstammelingen van George I.
Zoals bij de hoogste graden van de Britse Orden gebruikelijk was er een schitterend ordekleding voorzien. Men zag echter af van schoenen en onderkleding zoals die bij oudere orden bestond maar beperkte zich tot het vaststellen van een blauwe met wit satijn gevoerde mantel, een gouden passement met kwast en een hoed. Over deze mantel zou bij bijzondere gelegenheden de keten worden gedragen. De keten werd door de ridders-grootcommandeurs ook op uniformen gedragen, dan werd de keten met satijnen kwasten op de schouders vastgemaakt.
De Britse Raj kwam met de versierselen van de grootcommandeurs tegemoet aan de behoefte aan pracht en praal die bij de feitelijk onderworpen Indische heersers sterk leefde. Bij minder plechtige gelegenheden werd het grootlint over de rechterschouder "en sautoir" gedragen. Het juweel van de orde kwam zo op de linkerheup te hangen. De ster werd op de linkerborst gedragen.
De ridders-grootcommandeurs mochten, voor zover zij dat recht binnen het strenge Britse wapenrecht niet al eerder bezaten, Schildhouders als heraldische pronkstukken aan hun wapen toevoegen. De keten van de Orde van het Indische Keizerrijk mocht om het wapenschild worden gehangen.
Op 5 januari 1888, dezelfde dag waarop de graad van ridder-grootcommandeur werd ingevoerd werden ook de eerste zeven benoemingen gedaan. De vier prinsen stamden af van George I en waren dus de eerste Extra Knights Grand Commander.
- de prins van Wales
- de hertog van Edinburgh
- de hertog van Connaught en Strathearn
- de hertog van Cambridge
- Donald Jacob Mackay, Lord Raey, gouverneur van Bombay
- Robert Bourke, Lord Connamara, gouverneur van Madras
- Generaal Frederick Sleigh Roberts KCIE

De grote Indische vazallen van de Britse kroon zoals de Maharadjas van Baroda, Gwalior, Jammu en Kasjmir, Mysore, Indore, Udaipur, Kolhapur en Travancore ontvingen in de daaropvolgende 69 jaar van de Britse raj deze onderscheiding. Nog belangrijker vorsten zoals de Nizam van Hyderabad en de Nawab van Bhopal werden meestal in afwachting van een latere bevordering in de exclusievere Orde van de Ster van India als ridder-grootcommandeur in de Orde van het Indische Keizerrijk opgenomen. Minder belangrijke Indische vorsten, er waren honderden raja's en maharajahs, werden ook wel ridder-commandeur in de Orde van het Indische Keizerrijk.
Onder de honoraire grootcommandeurs vinden we ook de keizer van Korea en de sultan van Oman.

## Ridder-commandeur
De op 1 juni 1887 onder het Grote Zegel van het Verenigd Koninkrijk ingestelde rang van Ridder Commandeur (Engels: Knight Commander) is de tweede graad in de Orde van het Indische Keizerrijk. Het Koninklijk Besluit waarmee de graad was ingesteld werd op 21 juni 1887 in de London Gazette gepubliceerd.
Er zouden vijfentwintig ridders-grootcommandeurs mogen zijn al behield de koningin en keizerin zich het recht voor om honoraire leden in deze graad te benoemen. Koningin Victoria volgde daarmee het voorbeeld van de Orde van Sint-Michaël en Sint-George waarbij dezelfde regel geldt voor vreemdelingen. Voor deze vreemdelingen is de regel dat men door het verkrijgen van een ridder-commandeurschap in de adelstand wordt verheven niet van toepassing.
Bij geen van de Britse orden is voor de lagere graden, zoals die van een ridder-commandeur, een ordekleding voorzien.
De Britse raj kwam door het afzien van een ordekleding waarop de versierselen van de grootcommandeurs konden worden gedragen minder tegemoet aan de behoefte aan pracht en praal zoals die bij de feitelijk onderworpen Indische heersers sterk leefde. Bij plechtige gelegenheden werd het lint om de hals gedragen. Het juweel van de orde kwam bij een rokkostuum twee vingers onder de strik van de das te hangen. De ster werd op de linkerborst gedragen.
De Ridders Commandeurs mochten, voor zover zij dat recht binnen het strenge Britse wapenrecht niet al eerder bezaten, schildhouders als heraldische pronkstukken aan hun wapen toevoegen. Het kleinood van de Orde van het Indische Keizerrijk mocht aan een lint om het wapenschild worden gehangen. Net als de Knights Grand Commanders mochten de Ridders Commandeurs rond hun wapen een band, de "circlet" met het motto van de Orde van het Indische Keizerrijk plaatsen. Wanneer circlet en lint tegelijk worden gevoerd is het gebruik dat het lint aan de circlet is vastgemaakt.
De drager mocht zich "Sir" noemen en de letters KCIE aan zijn naam toevoegen. Zijn echtgenote mocht zich "Lady" laten noemen. De Indische vorsten bezaten al een hoge adellijke rang, zij gebruikten het prefix "Sir" alleen wanneer hun namen en titels in de meest uitgebreide vorm werden uitgeschreven. Indische onderdanen van de Britse koningen gebruikten de titel "Sir" wel. In het Britse adelsalmanak, Debrett's, nemen de Knights Commanders, hun echtgenotes en hun weduwen een eigen plaats in. In de officiële Order of Precedence van het Britse Rijk kregen niet alleen de Grootcommandeurs en Ridders Commandeurs een eigen plaats, vlak achter de grootcommandeurs en ridders-commandeurs in de oudere Orde van Sint-Michaël en Sint-George, maar ook hun zonen, dochters en schoonzoons.
De belangrijkste Indische vazallen van de Britse kroon werden in de daaropvolgende 69 jaar van de Britse raj ridder-grootcommandeur in de Orde van het Indische Keizerrijk. Minder belangrijke Indische vorsten, er waren honderden raja's en maharajahs, werden ook wel Ridder Commandeur in de Orde van het Indische Keizerrijk.
De onderscheiding was ook van belang voor de minder hoog geplaatste bestuurders en militairen. De Britse bestuursambtenaren mochten geen geschenken aannemen van de vorsten waarover zij in feite de controle hadden. Dat verbod gold ook voor de ridderorden van de vorstenstaten. Op de handhaving van dit verbod werd zeer streng toegezien.
Deze in vergelijking lage graad, een halskruis heeft, ook al is er een ster aan verbonden, in het internationale protocol niet dezelfde prestige als een grootkruis of onderscheiding aan een keten, werd behalve aan de minder belangrijke Indische vorsten ook aan de vorsten van onafhankelijke staten toegekend. Twee van de koningen van het kleine maar onafhankelijke Bhutan, Ugyen Wangchuck in 1905 en Jigme Wangchuck in 1931 werden tot honorair ridder-commandeur benoemd. Koning Ugyen Wangchuck werd in 1921 tot honorair grootcommandeur bevorderd.
Ook op het Arabische Schiereiland werden de vorsten als honoraire ridder-commandeur in deze Orde opgenomen. Het gebied werd niet vanuit New Delhi bestuurd maar de orde kwam van pas wanneer men iemand niet in een meer exclusieve orde op wilde nemen. Zo waren sjeik Isa ibn Ali Al Khalifa en zijn opvolger sjeik Hamad ibn Isa Al Khalifa, Emirs van het kleine Bahrein in 1919 en 1935 gedecoreerd. Ook sjeik Salman ibn Hamad Al Khalifa van Bahrein (1895-1961 voerde de letters "KCIE" achter zijn naam.

## Lid
De graad van Lid (Engels: Companion) is de oudste en laagste rang binnen de Orde van het Indische Keizerrijk. Ten tijde van de instelling van de orde waren er nog leden in twee graden. Na 1887 werd deze graad zelfstandig gemaakt waarbij de indeling en de hiërarchie van de oudere, in oorsprong eveneens koloniale Orde van Sint-Michaël en Sint-George werd gevolgd.
Het bekleden van rang van een Lid in een ridderorde betekent dat men lid van deze orde is. Het verschil tussen leden en niet-leden was in de 19e eeuw van groot maatschappelijk belang. Men liet alleen "gentlemen" toe als lid van een orde en degenen die hun brood met hun handen verdienden waren daarvan uitgesloten. Zij konden voor hun verdiensten hoogstens een medaille, vergelijk de Broederschap van de Nederlandse Leeuw of een erekruis verwachten. Het heeft lang geduurd voor kunstenaars in orden werden opgenomen, zij die van de handel leefden werden lange tijd evenmin waardig bevonden om lid van een Britse orde te zijn. De leden en hun echtgenotes vormen een "Companionage", dat is niet zozeer een sociale stratificatie als een positie in het Britse protocol.
De graad werd meestal aan hogere officieren en bestuursambtenaren toegekend.
De Companions in de Orde van het Indische Keizerrijk droegen ten tijde van het instellen van deze graad een klein maar kostbaar uitgevoerd versiersel van de orde aan een lint op de linkerborst. De draagwijze kwam daarmee overeen met de toenmalige Companions in de orden: Orde van het Bad, de Orde van Voorname Dienst en van Orde van Sint-Michaël en Sint-George. Alleen een Lid in de Orde van Voorname Dienst draagt zijn kruis van die orde nog aan een lint op de borst.
Anders dan bij de hogere graden stelden de Britse koningen aan het aantal op een gegeven ogenblik in leven zijnde Leden geen bovengrens. Na de onafhankelijkheid van India in 1947 werden er geen Leden in de Orde van het Indische Keizerrijk meer benoemd. De laatste overlevende van hen was vice-admiraal Ronald Brockman (1909-1999) die op 3 september 1999 in Londen overleed.
In het Britse adelsalmanak, Debrett's, nemen de Leden (Companions), hun echtgenotes en hun weduwen een eigen plaats in. Zij vallen onder het hoofdstuk van de "Companionage". In de officiële Order of Precedence van het Britse Rijk kregen de leden in de Orde van het Indische Keizerrijk en hun echtgenotes en weduwen een plaats achter de Leden in de oudere Orde van Sint-Michaël en Sint-George, maar hun zonen, dochters en schoonzoons ontlenen aan hun verwantschap met een Lid in deze Indische orde geen bijzondere voorrang.